# Virgin Records
Virgin Records — британський лейбл звукозапису, заснований британським підприємцем Річардом Бренсоном, Саймоном Дрейпером і Ніком Павеллом в 1972 році. В 1992 році був проданий Thorn EMI і став дочірнім лейблом компанії EMI. У 2006 році в результаті його об'єдання із Capitol Records була створена Capitol Music Group. Virgin Records належать такі лейбли звукозапису: Astralwerks, Caroline Records, Higher Octave Music, Narada, Noo Trybe Records, Vernon Yard Recordings.
Першим альбомом, випущеним Virgin Records, став дебютний альбом Майка Олдфілда «Tubular Bells», який вийшов 25 травня 1973, з каталоговим номером V2001.

## Виконавці

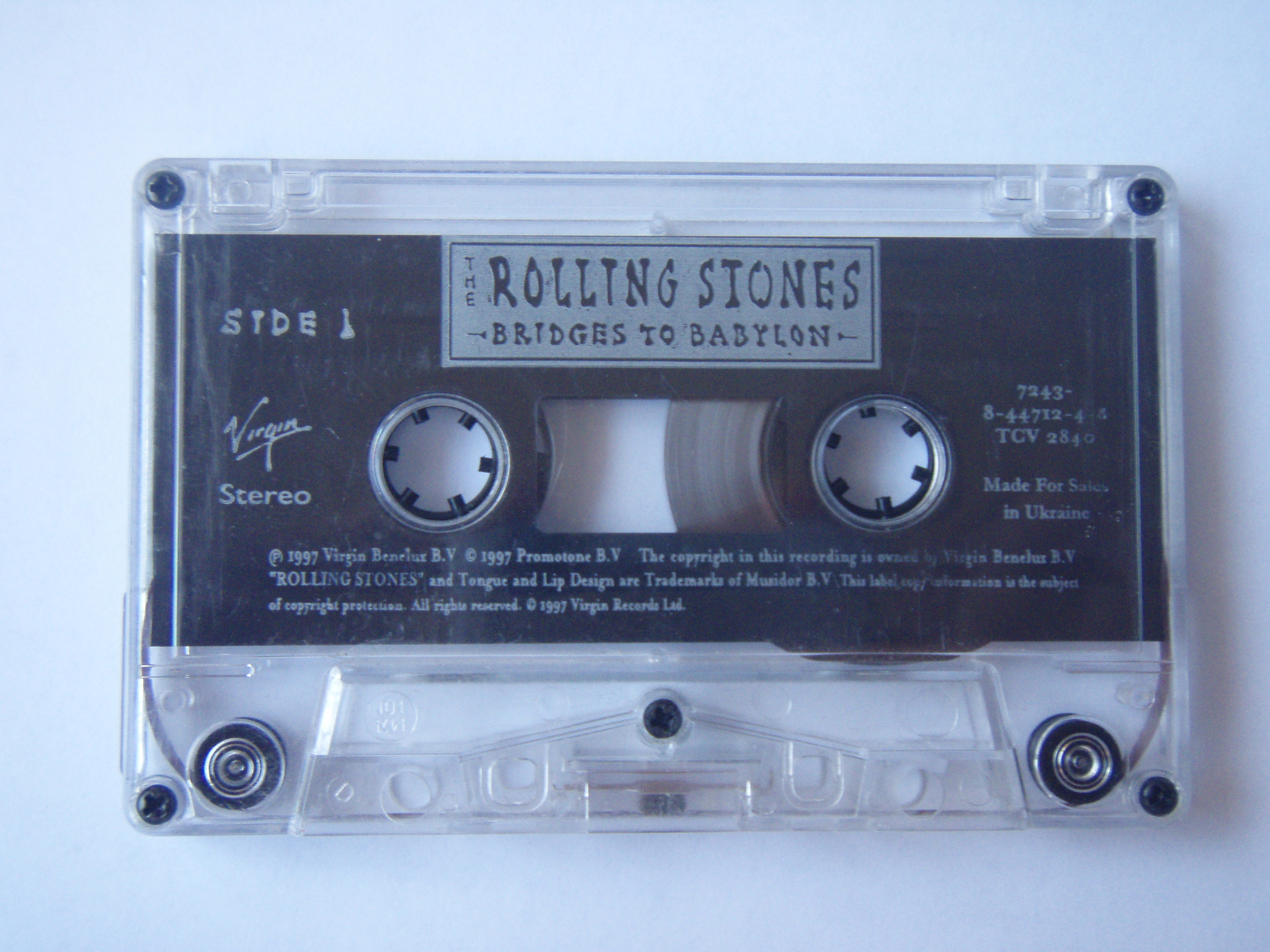
Аудіокасета The Rolling Stones. Альбом Bridges to Babylon. Virgin Records Ltd. 1997 рік для України

### A
- Алія
- Пола Абдул
- Alice in Chains
- Марк Алмонд
- Amen
- Amorphis
- And One
- Antique
- Тесмін Арчер
- The Ark
- Atomic Kitten (Ліз МакКларнон[en], Наташа Гамільтон[en] і Керрі Катона)
- Кевін Оєрс

### B
- Вікторія Бекхем
- Beenie Man
- Black Rebel Motorcycle Club
- Blind Guardian
- Blue
- Blue Man Group
- Blur
- Девід Бові
- Boy George
- Мелані Браун

### C
- Мелані Чісхолм
- Can
- Captain Beefheart
- Мерая Кері
- Белінда Карлайл
- The Chemical Brothers
- Neneh Cherry
- Anne Clark
- Філ Коллінз
- Nikka Costa
- The Cult
- Culture Club
- Curve
- Cutting Crew

### D
- Deaf Pedestrians
- Depeche Mode
- D.A.F.
- Daft Punk
- Danny Wilson
- Devo
- Thomas Dolby

### E
- Electronic
- Enigma
- Eurythmics
- The Exies

### F
- Fat Joe
- Faust
- Bryan Ferry
- Julia Fordham
- Fountains Of Wayne
- The Future Sound of London

### G
- Пітер Гебріел
- Дейв Гаан
- Gang Starr
- Genesis
- Gillan
- Goldfrapp
- Goldrush
- Gong
- The Good, the Bad & the Queen
- Gorillaz
- Девід Гетта

### H
- Джері Галлівелл
- Ben Harper
- Heaven 17
- Henry Cow
- Holly and the Italians
- The Human League

### I
- Іггі Поп
- Ima Robot

### J
- Джанет Джексон
- Joe Jackson
- Japan
- Jamie T
- J.B.O.
- Juliet[en]

### K
- Келіс
- King Crimson
- The Kooks
- Korn
- Ленні Кравіц

### L
- Julian Lennon
- Les Rita Mitsouko
- Lil Eazy-E

### M
- Kirsty MacColl
- Madness
- Magazine
- Laura Marling
- Massive Attack
- Міт Лоуф
- George Michael
- Microdisney
- The Monochrome Set
- Гері Мур
- The Motors
- The Music

### N
- N*E*R*D

### O
- Mary Margaret O'Hara
- Mike Oldfield
- Oomph!
- Roy Orbison
- Orchestral Manoeuvres in the Dark
- The Other Ones

### P
- A Perfect Circle
- Palladium
- Penetration
- Біллі Пайпер
- Placebo
- Maxi Priest

### R
- The Railway Children
- Річард Ешкрофт
- Кіт Річардс
- The Rolling Stones
- Roxy Music

### S
- Сандра
- Sex Pistols
- Shaggy
- Фиргал Шарки
- Shooting Star
- Simple Minds
- Skunk Anansie
- The Smashing Pumpkins
- Елліотт Сміт
- The Sparks
- Spice Girls
- Джосс Стоун
- Subsonica

### T
- Tangerine Dream
- T'Pau
- KT Tunstall
- Turbonegro
- Тіна Тернер

### U
- UB40

### V
- The Verve

### W
- We Are Scientists
- Steve Winwood
- Working Week

### X
- XTC

### Z
- Зивон, Воррен